# A medio vivir
A medio vivir es el tercer álbum de estudio del cantante puertorriqueño Ricky Martin, lanzado al mercado por Sony Music Latin y Columbia Records el 12 de septiembre de 1995. Por este álbum se dio a conocer en los Estados Unidos llegando a nº. 11 en Top Latin Albums de Billboard.[cita requerida]

## Antecedentes y lanzamiento
El álbum fue producido por K.C. Porter y co-producido por Ian Blake (pseudónimo de Robi Draco Rosa). El álbum además cuenta con 12 canciones. Contiene ritmos latinos como la cumbia y el flamenco con mejores arreglos y un sonido bien logrado para la época en comparación con sus 2 álbumes anteriores Ricky Martin (1991) y Me amarás (1993), respectivamente.

## Lista de canciones
| A medio vivir |                                 |                                                                |                          |          |  |
| N.º           | Título                          | Escritor(es)                                                   | Productor (es)           | Duración |  |
| 1.            | «Fuego de noche, nieve de día»  | K. C. Porter · Ian Blake · Luis Gómez-Escolar                  | K. C. Porter · Ian Blake | 5:37     |  |
| 2.            | «A medio vivir»                 | Franco De Vita                                                 | K. C. Porter · Ian Blake | 4:43     |  |
| 3.            | «María»                         | K. C. Porter · Ian Blake · Luis Gómez-Escolar                  | K. C. Porter · Ian Blake | 4:25     |  |
| 4.            | «Te extraño, te olvido, te amo» | Carlos Lara                                                    | K. C. Porter · Ian Blake | 4:41     |  |
| 5.            | «¿Dónde estarás?»               | Cristóbal Sánsano · Mónica Naranjo                             | K. C. Porter · Ian Blake | 3:51     |  |
| 6.            | «Volverás»                      | K. C. Porter · Ian Blake · Luis Gómez-Escolar · Ricky Martin   | K. C. Porter · Ian Blake | 4:52     |  |
| 7.            | «Revolución»                    | K. C. Porter · Ian Blake · Luis Gómez-Escolar                  | K. C. Porter · Ian Blake | 3:51     |  |
| 8.            | «Somos la semilla»              | K. C. Porter · Ian Blake · Manolo Tena                         | K. C. Porter · Ian Blake | 3:54     |  |
| 9.            | «¿Cómo decirte adiós?»          | Marco Flores                                                   | K. C. Porter · Ian Blake | 2:59     |  |
| 10.           | «Bombón de azúcar»              | Carlos Rolón · Mark Kilpatrick · Gustavo Laureano · John Engel | K. C. Porter · Ian Blake | 4:59     |  |
| 11.           | «Corazón»                       | K. C. Porter · Luis Ángel Márquez                              | K. C. Porter · Ian Blake | 4:20     |  |
| 12.           | «Nada es imposible»             | Alejandro Sanz                                                 | K. C. Porter · Ian Blake | 4:20     |  |
| 52:07         |                                 |                                                                |                          |          |  |

## Sencillos
- 1995: «Te extraño, te olvido, te amo» (con vídeoclip)
- 1995: «María» (con vídeoclip)
- 1996: «A medio vivir»
- 1996: «Fuego de noche, nieve de día» (con vídeoclip)
- 1996: «¿Cómo decirte adiós»
- 1996: «Bombón de azúcar»
- 1997: «Volverás» (con vídeoclip)
- 1997: «Nada es imposible»
- 1997: «Dónde estarás»
- 1997: «Corazón»

## Posiciones y certificaciones
| Lista (1995)                    | Máxima posición |
| ------------------------------- | --------------- |
| U.S. Billboard Top Latin Albums | 11              |
| U.S. Billboard Latin Pop Albums | 6               |
| Lista (1996)                    | Máxima posición |
| Finnish Albums Chart            | 10              |
| Spanish Albums Chart            | 7               |
| Lista (1997)                    | Máxima posición |
| Austrian Albums Chart           | 22              |
| Belgian Flanders Albums Chart   | 35              |
| Belgian Wallonia Albums Chart   | 10              |
| Dutch Albums Chart              | 27              |
| French Albums Chart             | 8               |
| German Albums Chart             | 20              |
| Hungarian Albums Chart          | 25              |
| Swedish Albums Chart            | 51              |
| Swiss Albums Chart              | 12              |

| Listas (1996)                   | Máxima posición |
| ------------------------------- | --------------- |
| U.S. Billboard Top Latin Albums | 13              |
| U.S. Billboard Latin Pop Albums | 10              |
| Listas (1997)                   | Máxima posición |
| Belgian Wallonia Albums Chart   | 46              |
| French Albums Chart             | 35              |
| Swiss Albums Chart              | 47              |
| U.S. Billboard Top Latin Albums | 37              |
| Chart (2000)                    | Máxima posición |
| Finnish Albums Chart            | 101             |